# Ampulex compressa
La avispa esmeralda (Ampulex compressa) es una especie de himenóptero apócrito de la familia Ampulicidae. Se la conoce, al igual que otros miembros de este género, por su particular ciclo reproductivo, que consiste en controlar cucarachas vivas para conducirlas hasta el nido, donde se convierten en huéspedes de sus larvas.

## Descripción
El cuerpo de la avispa tiene color verde-azul métalico, con los muslos del segundo y tercer par de patas de color rojo. La hembra tiene unos 22 mm de longitud; el macho es menor y carece de aguijón. Los machos pueden tener menos de la mitad del tamaño de las hembras si provienen de un huésped de menor tamaño o superparasitado. La especie atraviesa 4 fases larvales, en los que las larvas en su comienzo pueden ser vistas alimentándose externamente de la hemolinfa de la pata de la cucaracha parasitada, y en la fase final se alimenta desde su interior. En su pupación produce un capullo de color chocolate, con forma de huso, que puede hallarse en la madriguera dentro de cucaracha muerta.

## Distribución
Esta avispa se halla en regiones tropicales de África, Sur de Asia, Sudeste Asiático, y en las Islas del Pacífico. Las avispas voladoras son más abundantes en las estaciones cálidas.
A. compressa fue introducida en Hawaii por F. X. Williams en 1941 cómo método de biocontrol, pero no resultó exitoso por la tendencia territorial de la avispa y por la pequeña escala en la que ésta podía cazar.
La especie también puede hallarse en Brasil, en el estado de São Paulo y en Río de Janeiro. Se considera que A. compressa probablemente llegó a Brasil por los puertos de Santos y Río de Janeiro.

## Ciclo reproductivo

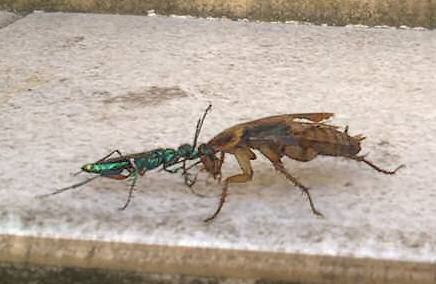
Avispa conduciendo a una cucaracha

La avispa esmeralda, con un cuarto del tamaño y el peso de la cucaracha, normalmente Periplaneta Americana, la ataca consiguiendo situar su aguijón en la zona entre la cabeza y el primer segmento torácico. Cuando clava su aguijón, un veneno es eyectado a gran velocidad en la hemolinfa de la cucaracha. El veneno provoca en primera instancia, una parálisis severa en las extremidades delanteras de la cucaracha, hasta continuar con las demás patas.
El proceso de «zombificación» se completa con una segunda picadura en el cerebro de la cucaracha, quedando en una especie de estado vegetativo, caminando lentamente, sin comer, sin reflejos y sin autonomía propia. 
En un momento dado, la avispa cortará las antenas de la cucaracha haciendo pinza con sus piezas bucales, mediante un rápido movimiento de sus alas. Se desconoce el porqué de este paso, pero parece ser orientado a "testar" el nivel de veneno en la hemolinfa de la cucaracha y ver si fue administrado en su justa dosis.
La avispa guía a la cucaracha tirando de ella hasta su nido excavado en tierra, haciendo pinza con sus piezas bucales.
Otro proceso comienza aquí: la avispa deposita un huevo adosado al insecto «zombi». Acto seguido, la avispa sella el nido con piedras y hojarasca, en un proceso que le puede llevar media hora o más, dejando a la cucaracha viva en el interior, pero incapaz de escapar.
Del huevo depositado surge una larva que crece, se introduce en la cucaracha y vive alimentándose de los órganos internos de la misma, procurando mantenerla con vida el tiempo suficiente, pero causándole a ésta una muerte lenta. Una vez completado el desarrollo de la larva, ésta sale del interior de la cucaracha ya muerta convertida en insecto adulto, quedando reducida la cucaracha a su exoesqueleto.